# Incidente aereo in Svevia
L'incidente aereo sulla Svevia fu una grave collisione aerea verificatasi durante la seconda guerra mondiale, nel 1943. Nel pomeriggio del 28 giugno, un totale di 33 bombardieri Heinkel He 111 del II Gruppo del Kampfgeschwader 53 decollarono dall'aeroporto militare di Gablingen per un volo di formazione nei cieli della Svevia.
Mentre volavano verso ovest, sei aerei furono sorpresi da una fitta coltre di nubi che si mosse improvvisamente sulla loro rotta. I piloti persero il contatto visivo e i loro aerei si scontrarono a mezz'aria. Ne seguì un'esplosione e gli aerei in fiamme caddero a terra. Due bombardieri si schiantarono nella foresta a est del castello di Seyfriedsberg vicino a Bauhofen, mentre tre aerei si schiantarono nei pressi di Langenneufnach. Un aereo riuscì ad effettuare un atterraggio di emergenza all'aeroporto di Lechfeld.
Nell'incidente morirono 18 soldati, tra cui il ventenne Reinhold Buttchereit, il più giovane delle vittime, e il primo tenente Karl Novy, originario di Vienna e il più anziano (34 anni). Dalle macerie dei velivoli bruciati vennero recuperati cadaveri carbonizzati e nei campi, accanto a parti di aerei rovinate, resti di corpi umani.
Solo due membri dell'equipaggio, l'artigliere Ewald Gruhn e l'operatore radio Friedrich Brinkmann, sopravvissero allo schianto. È stato riferito che un soldato era riuscito a lanciarsi con il paracadute atterrando su un pero a Siegertshofen. I rottami furono raccolti dai membri del Servizio del lavoro del Reich di Thannhausen nel corso di giorni di lavoro e caricati su vagoni alla stazione ferroviaria di Langenneufnach per il trasporto ad Augusta, mentre i luoghi dell'incidente erano sorvegliati.
Una croce di legno nel bosco ricorda ancora l'incidente e funge da luogo della memoria. Le circostanze esatte e i dettagli dell'incidente sono documentati e conservati grazie alla ricerca di Werner Bischler della Collezione di storia militare di Lechfeld.